# Pseudophäochromozytom
Als Pseudophäochromozytom (schwere paroxysmale arterielle Hypertonie; hyperadrenerge essenzielle arterielle Hypertonie) wird ein Krankheitsbild mit anfallsweise auftretendem schweren arteriellen Bluthochdruck bezeichnet, ohne dass Tumoren in den Nebennieren nachgewiesen wurden, die beim „echten“ Phäochromozytom ursächlich sind. Das Pseudophäochromozytom ist wesentlich häufiger als das echte Phäochromozytom. Als Ursachen kommen unter anderem emotionale Belastungen, Traumata oder auch Nebenwirkungen von Medikamenten in Betracht.

## Ursachen
Neben psychischen Belastungen wird beispielsweise auch das obstruktive Schlafapnoe-Syndrom als Ursache diskutiert. Auch eine Kompression der Nebenniere durch andere veränderte Organe kann die erhöhten Blutdruckwerte herbeiführen.
Des Weiteren wird ein Zusammenhang mit diversen Medikamenten diskutiert, darunter Clozapin und Toloxaton, Terbutalin beziehungsweise Phenylephrin.

## Symptome und Diagnose
Bei Patienten mit schweren Anfällen von arteriellem Bluthochdruck, die einhergehen mit ausgeprägten Begleitsymptomen wie Kopfschmerzen, Brustschmerzen, Schwindel, Übelkeit, Herzklopfen, Erröten und Schweißausbrüchen, muss an einen Stresshormon-produzierenden Tumor der Nebenniere, ein Phäochromozytom gedacht werden. In weitaus den meisten Fällen kann dann durch Bestimmung der Metanephrine in Serum und/oder Urin ein Phäochromozytom sicher ausgeschlossen werden.
Die Episoden werden als plötzlich beginnend beschrieben, ohne dass der Betroffene einen direkten Zusammenhang mit erhöhtem Stress, belastenden Emotionen, Angst oder Panik erkennen kann. Sie halten eine halbe bis mehrere Stunden an, teilweise gefolgt von bis zu zweitägig andauernden Erschöpfungszuständen. Die Häufigkeit derartiger Anfälle variiert von einem Vorfall in mehreren Monaten bis hin zu zwei Episoden pro Tag. Meist überschreitet dabei der Blutdruck Werte von 200/110 mmHg. Zwischen den Anfällen ist der Blutdruck normal oder nur geringgradig erhöht. Durch die Unberechenbarkeit ist die Lebensqualität der Betroffenen nicht selten erheblich beeinträchtigt.

## Differenzialdiagnose
- Bei Patienten mit Phäochromozytom finden sich erhöhte Metanephrine in Serum und/oder Urin.
- Bei labiler Hypertonie findet sich eine Beziehung zwischen Blutdruckanstieg und Stress oder emotionalen Belastungssituationen.
- Bei einer Panikstörung stehen Angst und Panik im Vordergrund, der Blutdruckanstieg ist oftmals nur gering ausgeprägt.

## Grundlagen
Durch ein psychosoziales Interview kann häufig ein zurückliegendes emotionales Trauma aufgedeckt werden (Holocaust, seelischer oder körperlicher Missbrauch), ohne dass belastende Emotionen in Verbindung mit dem Trauma erlebt werden. Dies legt emotionale Abwehrmechanismen wie Dissoziation oder Verdrängung nahe.

## Therapie
Die Behandlung erfolgt durch Psychotherapie sowie medikamentös durch kombinierte Gabe von Alpha- und Beta-Rezeptoren-Blocker, ggf. in Kombination mit einem Antidepressivum und evtl. einem Anxiolytikum.